# WSABP Typ Cn2t
Die sechs schmalspurigen Dampflokomotiven WSABP Typ Cn2t mit der Spurweite von 600 mm wurden von der Warszawska Spółka Akcyjna Budowy Parowozów (WSABP) 1927 in der Bauart Cn2t hergestellt.
Eine Lokomotive wurde von den Polskie Koleje Państwowe (PKP) übernommen, fünf im Wesentlichen baugleiche Lokomotiven wurden als Industrielokomotiven hergestellt. Die Staatsbahnlokomotive wurde während des Zweiten Weltkrieges von der Deutschen Reichsbahn übernommen und ging nach dem Krieg an die PKP zurück, wo sie 1948 ausgemustert wurde.
Die Industrielokomotiven waren bis 1975 im Einsatz.

## Geschichte
Als 1927 die Firma Warszawska Spółka Akcyjna Budowy Parowozów (WSABP) den PKP ihre Konstruktion anbot, zeigte diese kein Interesse am Kauf.
Nachdem die Lokomotiven Żnińska Kolej Powiatowa 7 und 8 verkauft werden konnten, änderten die PKP ihre Meinung und kauften eine Maschine dieser Bauart, die sie als C3-1235 bezeichneten.
In den nächsten Jahren wurde weitere im Wesentlichen baugleichen Lokomotiven an ein Zementwerk und eine Zuckerfabrik in unterschiedlichen Spurweiten verkauft, sodass insgesamt sechs Lokomotiven gebaut wurden.
| laufende Nummer | Fabriknummer | Baujahr | erste Bezeichnung | erster Besitzer              | Spurweite |
| --------------- | ------------ | ------- | ----------------- | ---------------------------- | --------- |
| 1               | 61           | 1927    | PKP C3-1235       | PKP                          | 600 mm    |
| 2               | 124          | 1928    | 4                 | Zementwerk Grodziec          | 600 mm    |
| 3               | 125          | 1928    | 3                 | Zementwerk Grodziec          | 600 mm    |
| 4               | 128          | 1928    | –                 | Zementwerk Grodziec          | 600 mm    |
| 5               | 252          | 1930    | 5                 | Zementwerk Grodziec          | 600 mm    |
| 6               | 369          | 1931    | 4                 | Zuckerfabrik Brześć Kujawski | 750 mm    |

### Weitere Einsätze
Die Staatsbahnlokomotive C3-1235 wurde bei der Świętokrzyska Kolej Dojazdowa in der Gmina Jędrzejów eingesetzt. Während des Zweiten Weltkrieges erhielt sie die Reichsbahnnummer 99 1522 und wurde 1947 als Ty1-152 wieder in den Bestand der PKP aufgenommen. 1948 wurde die Lok ausgemustert.
Über die Industrielokomotiven ist wenig bekannt, es existiert lediglich ein Foto, das die Lokomotive mit der Fabriknummer WSABP 252 1975 bei einem Einsatz in Strzyżów zeigt.

## Konstruktion
Die Staatsbahnlokomotive war etwas kürzer als die Industrielokomotiven, auch in der Gesamthöhe unterschieden sich beide Bauarten. Die Industrielokomotiven besaßen einen größeren Achsstand und auch die Form des Sandkastens war unterschiedlich. Die Staatsbahnlokomotive hatte einen längeren Wasserkasten.
Der Blechrahmen hatte eine Stärke von 60 mm. In diesem waren alle Achsen fest gelagert und mit Blattfedern oberhalb der Achslager abgefedert. Die zweite Achse besaß 5 mm geschwächte Spurkränze. Das ermöglichte, einen Kurvenradius von 20 m sicher zu durchfahren.
Der Kessel der Loks bestand aus zwei Schüssen und war 1800 mm über Schienenoberkante (SOK) angeordnet. Die weiteren Kesselaufbauten waren ein Sandkasten, von dem mechanisch die erste Achse von vorn und die zweite von hinten gesandet werden konnten, die Speisepumpen, der Dampfdom, die Dampfpfeife und das Sicherheitsventil Bauart Pop.
Zur Kesselspeisung wurden zwei Injektoren Bauart Friedmann verwendet, sie hatten eine Förderleistung von 60 l/min. Der Stehkessel besaß eine kupferne Feuerbüchse mit einem beweglichen Rost. Die Lokomotive der Staatsbahn besaß eine Saugpumpe, um mit einem Wasserschlauch Wasser aus Bächen aufzunehmen.
Die einfache Zweizylinder-Dampfmaschine hatte Flachschieber. Die Lokomotiven besaßen eine Heusinger-Steuerung, angetrieben wurde die dritte Achse, der Kreuzkopf war einschienig auf der Gleitbahn geführt. Jeder Zylinder besaß drei Entwässerungsventile. Der Hebel der Handbremse war an der Rückwand des Führerhauses angebracht. Dadurch konnten alle Achsen einseitig von vorn abgebremst werden. Die Lokomotive der Staatsbahn besaß dazu noch eine Dampfbremse, die auf eine gemeinsame Welle mit der Handbremse wirkte. Die Staatsbahnlokomotive besaß eine Petroleumbeleuchtung,